# Sindrome di Patau
La sindrome di Patau o trisomia 13 è una mutazione genomica molto rara con frequenza 1/5000, 1/20000 bambini nati, colpendo per lo più femmine. Il cariotipo dell'individuo che ne è affetto presenta tre copie del cromosoma 13 invece delle normali due. Provoca deformità anche gravi, danni al sistema nervoso centrale e all'apparato cardiaco.
Le anomalie fenotipiche sono numerose: labioschisi e palatoschisi, polidattilia (dita delle mani e dei piedi in soprannumero), occhi piccoli, ritardo psicomotorio, cardiopatia, encefalopatia, anoftalmia, criptoftalmia o ciclopia. La maggior parte degli individui muore entro i primi tre mesi di vita, ma l'aspettativa di vita è al massimo di un anno.

## Storia
La trisomia 13 è stata descritta per la prima volta da Thomas Bartholin nel 1657, ma la natura cromosomica della malattia è stata accertata dal dottor Klaus Patau nel 1960.
In Inghilterra e nel Galles, durante il periodo tra il 2008 e il 2009, vi sono state 172 diagnosi di sindrome di Patau (trisomia 13), con il 91% delle diagnosi effettuate nel periodo prenatale. Ci sono stati 111 aborti elettivi, 14 nati morti o aborti spontaneo, 30 esiti sconosciuti e 17 nati vivi. Circa il 4% dei casi con esiti sconosciuti potrebbe essersi concluso con un nato vivo, quindi il numero totale di nati vivi è stimato in 18.
In Italia, la sindrome di Patau è inserita nell'elenco delle patologie rare esenti dal costo del ticket (Decreto del Presidente del Consiglio dei Ministri del 12 gennaio 2017, Allegato 7) con il codice RNG080, che fa riferimento al gruppo “sindromi da aneuploidia cromosomica”.

## Eziologia

Cromosoma 13 umano

La sindrome di Patau, nella maggior parte dei casi, è il risultato di una trisomia 13, ciò significa che ogni cellula del corpo ha tre copie del cromosoma 13 invece delle normali due. In una piccola percentuale di casi solo alcune delle cellule del corpo hanno una copia in più, questi casi sono chiamati mosaicismo Patau. Generalmente questa condizione ha una prognosi relativamente più favorevole.
La sindrome di Patau può verificarsi anche quando una parte del cromosoma 13 si attacca ad un altro cromosoma (traslocazione) prima o al momento del concepimento, verificandosi una cosiddetta traslocazione robertsoniana. Le persone colpite hanno due copie del cromosoma 13, più materiale extra dal cromosoma 13 attaccato ad un altro cromosoma. Con una traslocazione, la persona ha una trisomia parziale per il cromosoma 13 e spesso i segni fisici della sindrome differiscono dalla tipica sindrome di Patau.
La maggior parte dei casi di sindrome di Patau non sono a carattere ereditario, ma si verificano come eventi casuali durante la formazione delle cellule riproduttive (ovuli e spermatozoi). Un errore nella divisione cellulare chiamato non disgiunzione può causare cellule riproduttive con un numero anormale di cromosomi. Ad esempio, una cellula uovo o uno spermatozoo possono ottenere una copia in più del cromosoma. Se una di queste cellule riproduttive atipiche contribuisce al patrimonio genetico di un bambino, il bambino avrà un cromosoma 13 sovrannumerario in ciascuna delle cellule del corpo. La sindrome di Patau con mosaicismo non ha origine ereditaria. Si presenta come un errore casuale durante la divisione cellulare precoce dello sviluppo fetale.
La sindrome di Patau causata da una traslocazione può essere ereditata. Una persona senza segni evidenti può trasportare un riarrangiamento di materiale genetico tra il cromosoma 13 e un altro cromosoma. Questa riorganizzazione è chiamata traslocazione bilanciata, perché non vi è materiale extra dal cromosoma 13. Anche se non si hanno segni della sindrome di Patau, le persone che portano questo tipo di traslocazione bilanciata vedono aumentato il loro rischio di avere una prole con la condizione.

## Clinica
Le anomalie più comuni che si possono riscontrare nei nati vivi possono includere:
- Sistema nervoso
  - Ritardo mentale e disturbo motorio
  - Microcefalia
  - Oloprosencefalia (fallimento della divisione corretta del prosencefalo).
  - Difetti strutturali dell'occhio tra cui microftalmia, anomalia di Peters, cataratta, displasia della retina o distacco della retina, nistagmo sensoriale, anoftalmia, ciclopia, perdita visiva corticale, e ipoplasia del nervo ottico
  - Mielomeningocele (un difetto spinale)
- Muscoloscheletrico e cutanee
  - Polidattilia
  - Orecchie a basso impianto[9]
  - Deformazione dei piedi
  - Onfalocele
  - Sovrapposizione delle dita
  - Aplasia congenita della cute (mancanza di parte della pelle e/o capelli)
  - Palatoschisi
- Urogenitale
  - Genitali anormali
  - Difetti renali
- Altro
  - Difetti cardiaci (difetto del setto ventricolare)
  - Singola arteria ombelicale[10]

## Diagnosi
La diagnosi viene di solito formulata sul quadro clinico, anche se il test cromosomico fetale mostra una trisomia 13. Mentre molti dei riscontri fisici sono simili alla sindrome di Edwards, vi sono alcune caratteristiche uniche, come la polidattilia. Tuttavia, a differenza di sindrome di Edwards e alla sindrome di Down, il test quadruplo non fornisce un mezzo affidabile di screening per questa malattia. Ciò è dovuto alla variabilità dei risultati osservati nei feti con Patau.

## Trattamento
Il trattamento medico dei bambini con trisomia 13 dipende caso per caso in base alle circostanze individuali del paziente. Il trattamento della sindrome di Patau si concentra sui particolari problemi fisici con cui nasce ogni bambino. Molti bambini hanno difficoltà a sopravvivere fin dai primi giorni o settimane a causa dei gravi problemi neurologici o di difetti cardiaci complessi. Nei casi di mosaicismo, dove l'aspettativa di vita può superare l'anno, la chirurgia può essere necessaria per riparare i difetti del cuore o il labbro leporino e la palatoschisi. La terapia fisica, occupazionale e del linguaggio può aiutare i bambini con la variazione a mosaico a raggiungere il loro pieno potenziale di sviluppo.

## Prognosi
La prognosi è nefasta, più dell'80% dei bambini con sindrome di Patau muore entro il primo anno di vita.

## Curiosità
- Nel film Phenomena di Dario Argento, il creatore di effetti speciali Sergio Stivaletti disegnò un personaggio (un bimbo deforme, interpretato da Davide Marotta) ispirandosi proprio alla sindrome di Patau [senza fonte].

## Galleria d'immagini

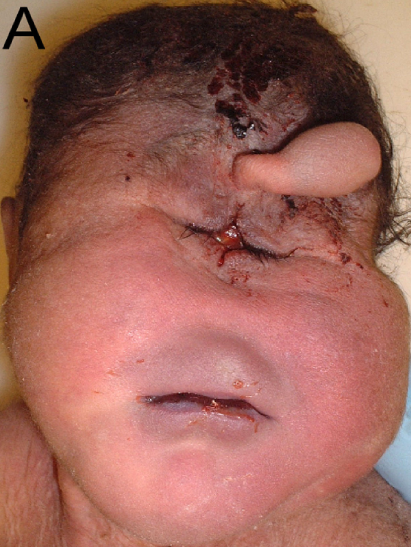
Classica composizione facciale della sindrome di Patau grave (1/3): ciclopia, assenza del naso, protuberanza cartilaginea sulla fronte.
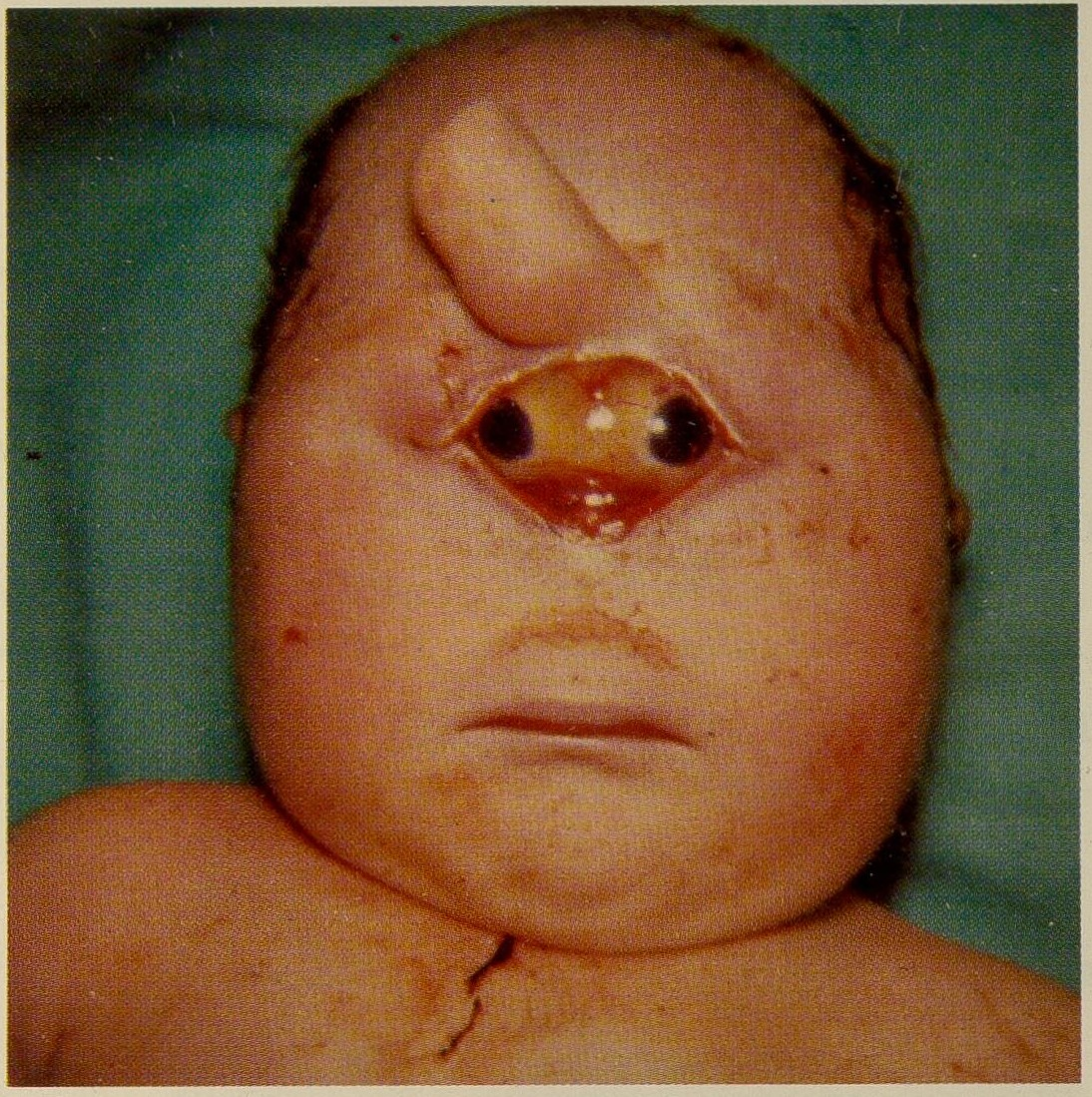
Classica composizione facciale della sindrome di Patau grave (2/3)
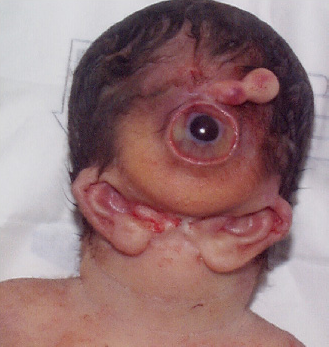
Classica composizione facciale della sindrome di Patau grave (3/3)
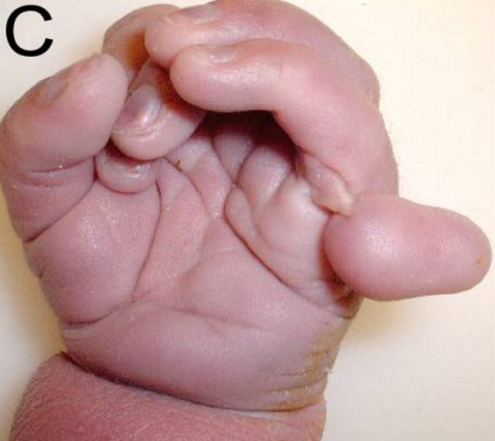
Polidattilia, altra condizione frequente.
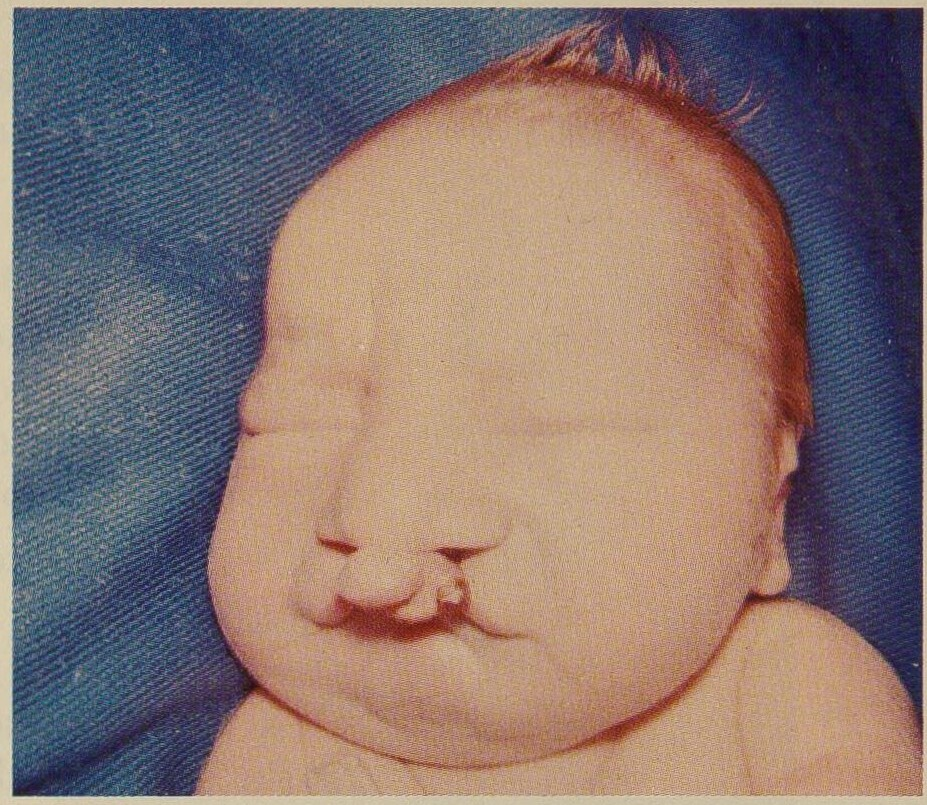
Altro sintomo ricorrente: la malformazione o la parziale assenza del labbro superiore.